# Luis Acuña
Luis Alberto Acuña (Merlo, Provincia de Buenos Aires, Argentina, 20 de enero de 1989) es un futbolista argentino que juega de mediocampista. Actualmente se desempeña en  Jocoro Fútbol Club de la Primera División de El Salvador.

## Clubes
| Club                    | País        | Año       |
| ----------------------- | ----------- | --------- |
| Vélez Sársfield         | Argentina   | 2009-2010 |
| Sarmiento de Junín      | Argentina   | 2010      |
| Deportes Puerto Montt   | Chile       | 2011      |
| Everton                 | Chile       | 2012      |
| San Marcos de Arica     | Chile       | 2013      |
| AC Barnechea            | Chile       | 2013-2014 |
| Venados Fútbol Club     | México      | 2014-2017 |
| Crucero del Norte       | Argentina   | 2017-2018 |
| Deportivo Carchá        | Guatemala   | 2019      |
| Deportivo Merlo         | Argentina   | 2019      |
| Real Estelí             | Nicaragua   | 2020-2021 |
| Independiente Petrolero | Bolivia     | 2022      |
| Águila                  | El Salvador | 2022-Act  |